# La Branche d'amandier et la marmite bouillante
La Branche d'amandier et la marmite bouillante est un passage de l'Ancien Testament, dans le livre de Jérémie, qui parle de la vigilance de YHWH pour son peuple et la justice qu'il rend.

## Texte
Livre de Jérémie, chapitre 1, versets 11 à 14:
« La parole de l'Éternel me fut adressée, en ces mots: Que vois-tu, Jérémie? Je répondis: Je vois une branche d'amandier. Et l'Éternel me dit: Tu as bien vu; car je veille sur ma parole, pour l'exécuter. La parole de l'Éternel me fut adressée une seconde fois, en ces mots: Que vois-tu? Je répondis: Je vois une marmite bouillante, du côté du nord. Et l'Éternel me dit: C'est du nord que la calamité se répandra sur tous les habitants du pays. »
Traduction d'après la Bible Louis Segond.